# پاشاکلا (نوشهر)
پاشاکلا، روستایی است از توابع بخش مرکزی شهرستان نوشهر در استان مازندران ایران.

## جمعیت
این روستا در دهستان کالج قرار دارد و براساس سرشماری مرکز آمار ایران در سال ۱۳۸۵، جمعیت آن ۷۱۹ نفر (۱۹۲خانوار) بوده‌است. مردم  پاشاکلا از قومیت طبری هستند. مردم  پاشاکلا به زبان طبری با گویش کجوری سخن می‌گویند.